# Pycnoplectus difficilis
Pycnoplectus difficilis är en skalbaggsart som först beskrevs av Leconte 1849.  Pycnoplectus difficilis ingår i släktet Pycnoplectus och familjen kortvingar. Inga underarter finns listade i Catalogue of Life.